# Canal de Riddarholm
Le canal de Riddarholm (en suédois : Riddarholmskanalen) est un canal dans le centre de Stockholm en Suède.

## Géographie
Le canal de Riddarholm est une voie navigable de Stockholm qui séparait à l'origine Gamla stan de Riddarholmen.
Dans le cadre de la construction du métro de Stockholm et du pont Centralbron dans les années 1950 et 1960, de grandes parties du canal ont été à nouveau comblées.
La piste cyclable entre Slussen et Tegelbacken passant le long du canal de Riddarholm est empruntée par 15 000 cyclistes quotidiennement.

## Histoire
Au XVIIème siècle, lorsque Riddarholmen s'appelait encore Gråmunkeholmen, la zone lacustre entre Stadsholmen et Gråmunkeholmen n'avait pas de nom spécifique. Les ponts les plus anciens sur le cours d'eau étaient de simples ponts en bois qui ne furent remplacés par le premier pont en pierre qu'en 1789.
À cause de l'ascendance due au rebond post-glaciaire et du remblayage du terrain, la zone lacustre est devenue de plus en plus étroite et a commencé à ressembler à un canal.
Sur la carte de Stockholm de Jonas Brolin de 1771, l'expression Riddareholms-Canalen est utilisée, et sur sa carte hydrographique d'août 1773, Brodin appelle le canal Riddareholms-Grafven.
Au milieu du XIXème siècle, les agriculteurs des îles du lac Mälar venaient à Munkbron en ramant dans de petits bateaux pour vendre leurs marchandises.
Le long de la rive sud du canal, il y avait des bateaux bondés, des étals de marché et des chalands.
La voie ferrée de liaison Sammanbindningsbanan, inaugurée en 1871, empiétait principalement sur la rive ouest du canal de Riddarholm.
Avec la construction de plusieurs voies de circulation telles que Munkbroleden dans les années 1930 et du métro de Stockholm et de Centralbron dans les années 1950 et 1960, le canal est devenu de plus en plus étroit et a pris son aspect actuel.
Le canal de Riddarholm se termine désormais dans une baie revêtue de béton à environ 100 mètres au sud du pont de Riddarholm.
Le bateau de Riddarholm, l'épave d'un navire armé de la fin du Moyen Âge, a été retrouvé en 1930 lors de travaux de dragage dans le canal de Riddarholm.

## Galerie

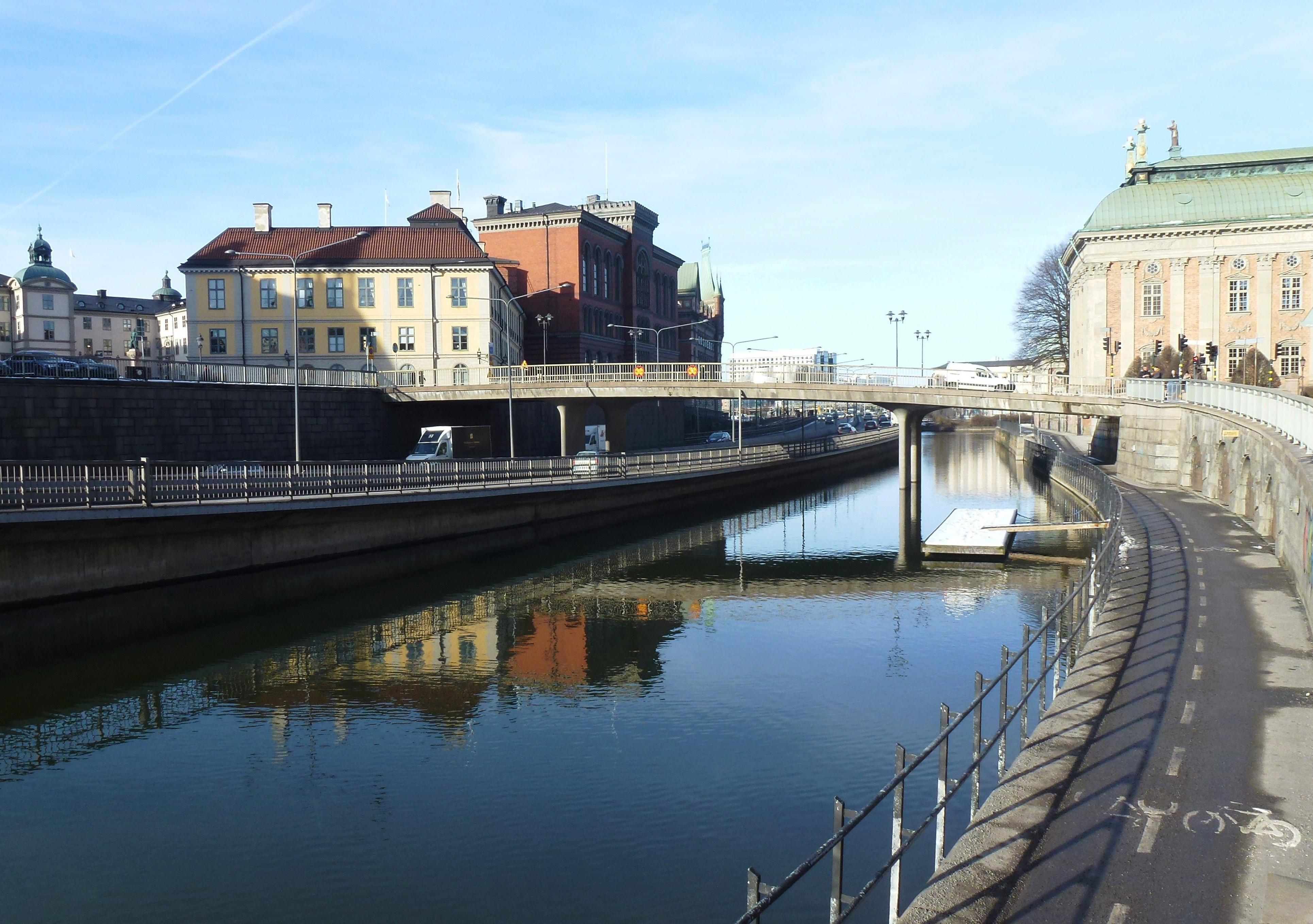
Le canal de Riddarholm vu du pont de Riddarholm.
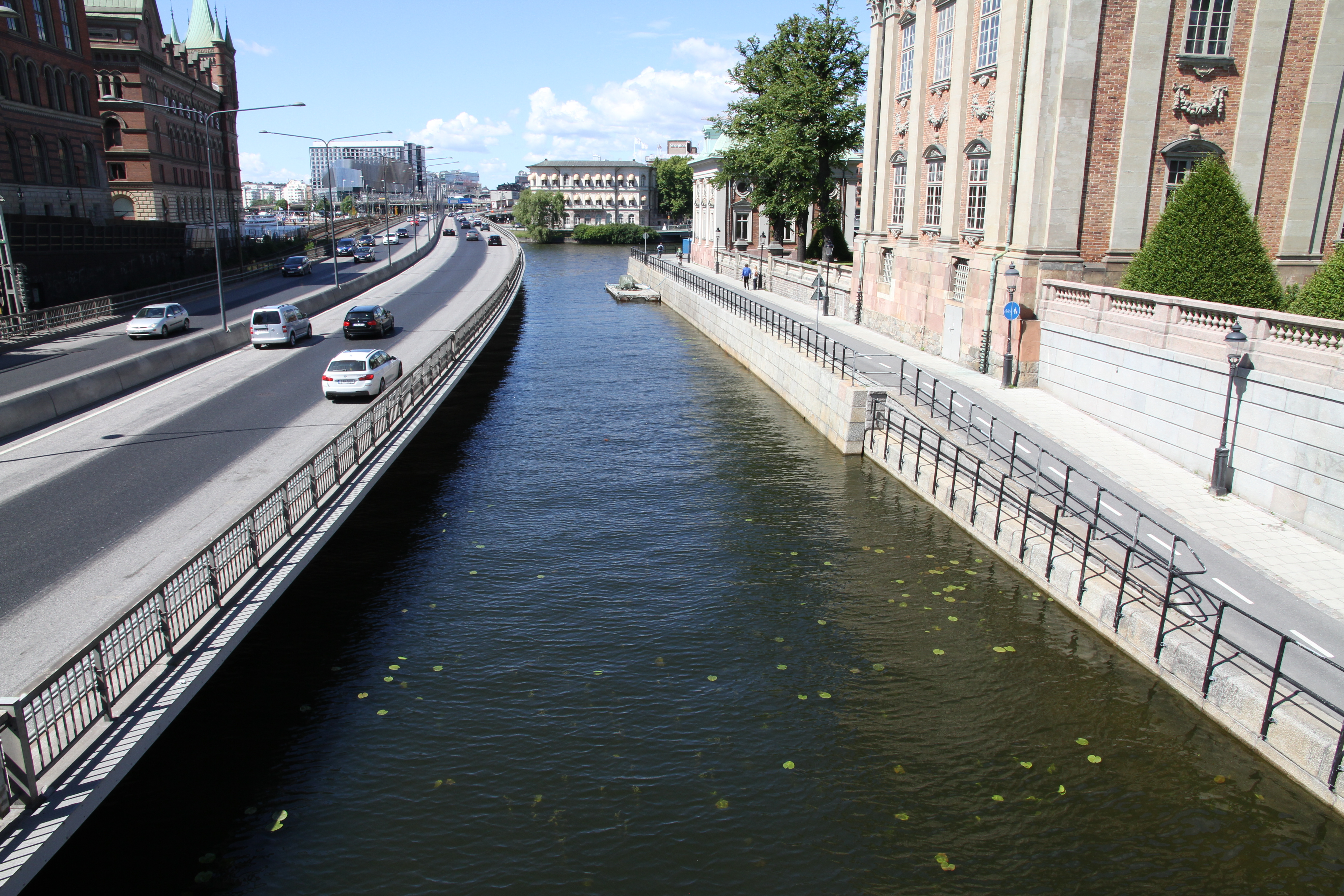
Le canal de Riddarholm.
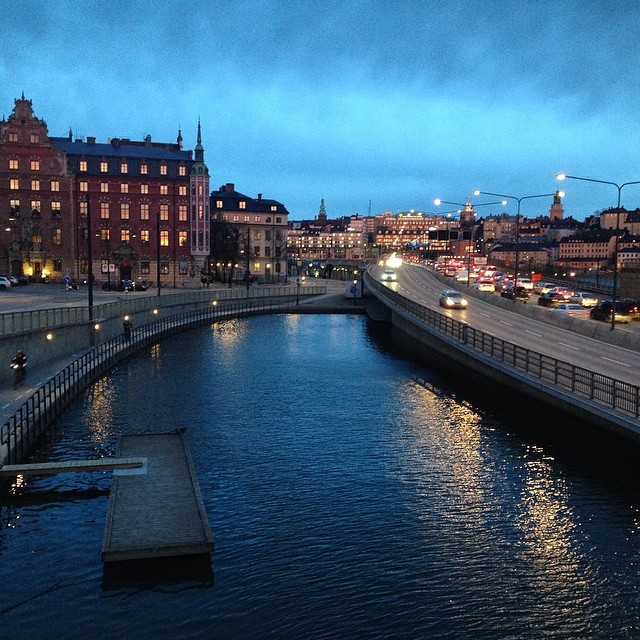
Le canal de Riddarholm et le Munkbron.